# Malation
El malation és un insecticida de grup dels organofosforats. La seva via d'actuació, com la de molts organofosforats, consisteix a unir-se de forma irreversible a l'enzim colinesterasa. D'aquesta forma s'impedeix la relaxació i l'aturada de transmissió d'impulsos nerviosos a les sinapsis, produint un esgotament en l'individu.
Presenta una baixa toxicitat per als humans. Malgrat això, estudis recents han demostrat una connexió entre elevats nivells en orina dels seus metabòlits en nens i un índex elevat de Trastorns de deficiència d'atenció i hiperactivitat.

## Utilitats
Àmpliament utilitzat en l'agricultura, zones residencials o jardins per al control de plagues com per exemple, la del mosquit.
Va ser utilitzat per primer cop a Califòrnia el 1980, en aquest cas contra la plaga de la fruita mediterrània. Es va dur a terme mitjançant polvoritzacions aèries gairebé setmanals per comunitats suburbanes. Aquest fet es va reproduir al llarg d'uns quants mesos.
Per altra banda, aquest pesticida va ser emprat també a molts Estats per combatre la plaga del Nil Occidental. En aquest cas, el malation es va vaporitzar per Long Island i barris de Nova York a començaments del 2000.
El malation, emprat juntament amb combustible diesel, va ser la principal arma en la lluita contra zones infestades de mosquits. Però, la mescla es va diluir amb menys pesticida amb el pas del temps. Fet que va propiciar que els insectes esdevinguessin molt resistents al tractament i la seva efectivitat baixes moltíssim.

## Ús mèdic
Solucions molt diluïdes de malation (al voltant del 0,5%) són emprades en:
Tractament contra polls. Aquest plaguicida, juntament amb el lindà, són els únics agents químics aprovats per la FDA per al tractament d'aquests insectes. Malgrat això, recents estudis del Regne Unit posen en dubte la seva eficàcia. També és un agent químic emprat en el tractament de la sarna.

## Riscos

### Toxicitat del malation
El malation és lleugerament tòxic per via oral amb valors de LD50 entre 1000 mg/kg i 10000 mg/kg en rates i 400-4000 mg/kg en ratolins.
Per la pell, la seva toxicitat també és moderada. Els efectes de l'insecticida, són molt semblants al de la resta d'organofosfats, però requereix una exposició molt més intensa per provocar-los que la resta.
Aquests efectes, a una exposició moderada, poden ser tant malestar general, mal de cap o nàusees.
Per altra banda, si l'exposició a l'insecticida és massa elevada, el subjecte pot patir pèrdua de consciència, incontinència o la mort.
Aquest insecticida, en canvi, no presenta una toxicitat crònica per al subjecte després d'haver estat exposat.

### Comportament en humans i animals
El pesticida és ràpidament absorbit per totes les vies possibles de l'organisme i d'una forma molt efectiva. El malation pateix un mecanisme de desintoxicació per part d'animals i humans similar a tots els organofosforats. Estudis en animals indiquen que un cop a l'organisme, l'insecticida és eliminat ràpidament en l'orina, per defecació o també per la respiració. S'han trobat temps de vida mitjana a l'organisme de rates d'unes 8 hores o de dos 2 dies en vaques.
Un altre tipus de degradació que pot patir el malation, és el trencament d'enllaços èster de la seva molècula.
Val a dir però, que el malation necessita una conversió a malaoxó per a esdevenir un agent anticolirinesterasa actiu i, per tant, potencialment tòxic.

## Perills mediambientals

### Estudi del malation al sòl i aqüífers
El malation té una persistència baixa a sól amb temps de vida mitjana en conreus d'entre 1 i 25 dies. La degradació és ràpida i està lligada a l'empaquetament i composició del sòl.
Pateix biodegradació i també degradació no biològica en presència d'humitat.
És destacable també, la seva degradació fotolítica. La molècula es trenca fàcilment amb la incidència de fotons un cop s'allibera el pesticida a l'atmosfera.

### Estudi del malation en aigua
En rius, el temps de vida mitjà s'estima que és inferior a una setmana. Sobta la gran diferència del mateix compost en aigua destil·lada, on té una persistència de 3 setmanes o més. Aquest temps, és encara menor en aigües marítimes, on la salinitat augmenta la seva inestabilitat.